# Palominas (Arizona)
Palominas es un lugar designado por el censo ubicado en el condado de Cochise en el estado estadounidense de Arizona. En el Censo de 2010 tenía una población de 212 habitantes y una densidad poblacional de 42,43 personas por km².

## Geografía
Palominas se encuentra ubicado en las coordenadas 31°23′16″N 110°6′52″O / 31.38778, -110.11444. Según la Oficina del Censo de los Estados Unidos, Palominas tiene una superficie total de 5 km², de la cual 4.99 km² corresponden a tierra firme y (0.1%) 0.01 km² es agua.

## Demografía
Según el censo de 2010, había 212 personas residiendo en Palominas. La densidad de población era de 42,43 hab./km². De los 212 habitantes, Palominas estaba compuesto por el 96.23% blancos, el 0% eran afroamericanos, el 1.42% eran amerindios, el 0% eran asiáticos, el 0% eran isleños del Pacífico, el 0% eran de otras razas y el 2.36% pertenecían a dos o más razas. Del total de la población el 15.09% eran hispanos o latinos de cualquier raza.